# Biesehof
Biesehof ist ein Wohnplatz im Ortsteil Falkenberg der Gemeinde Altmärkische Wische im Landkreis Stendal in Sachsen-Anhalt.

## Geografie
Der Hof liegt drei Kilometer südöstlich der Hansestadt Seehausen (Altmark) im äußersten Westen des Ortsteils Falkenberg direkt an dem Flüsschen Biese, das dem Ort den Namen gab.

## Geschichte
Im Jahre 1548 gab es ein Frei-, Erb- und Landgut auf der Biese bei Falkenberg. Es trug keinen eigenen Namen.

Anhand von Akten aus dem Brandenburger Landeshauptarchiv beschreibt Lieselott Enders die Geschichte des Hofes: 

„1552 verschrieb Kurfürst Joachim II. dem Kapitän Johann Amelung, der ihm in Ungarn [im Türkenkrieg] das Leben gerettet hatte, das Frei-, Erb- und Landgut auf der Biese mit allem Zubehör und Braugerechtigkeit sowie der Befugnis, das versetzte Land einzulösen. Zugleich befreite er ihn von jeglicher Last. Durch Heirat der jeweiligen Töchter wurden Angehörige der Familien Berends, Saling und Haverland Hofbesitzer, 1713 war Hans Haverland Erbsasse auf dem freien Biesehof; 1736 wurde dieser dem Sohn David für 7.300 Reichstaler zugeschlagen, 1778 dessen Sohn David für 9.000 Reichstaler. 1798 übernahm der Enkel David Haverland den großen Biesehof für 10.006 Reichstaler nebst Inventar für 1.884 Reichstaler.“

Im Jahre 1745 heißt der Hof Besehoff und 1775 Besehoff. Um das Jahr 1800 entstand Biesehof der Kleine (Klein Biesehof). Der Hof lag im Nordwesten vom Biesehof, der von da an Biesehof der Große genannt wurde. 1873 heißt der Hof naoch Grossbiesehof. Aber schon 1905 hieß er Groß Biesehof. Auf dem Messtischblatt 3136 Seehausen von 1997 wird der Hof nur noch Biesehof genannt. Klein Biesehof trägt keinen eigenen Namen mehr, existiert aber weiterhin.

### Einwohnerentwicklung
| Jahr | Einwohner |
| ---- | --------- |
| 1775 | 11        |
| 1789 | 19        |

| Jahr | Einwohner |
| ---- | --------- |
| 1798 | 19        |
| 1801 | 10        |

| Jahr | Einwohner |
| ---- | --------- |
| 1818 | 20        |
| 1840 | 24        |

| Jahr | Einwohner |
| ---- | --------- |
| 1871 | 16        |
| 1885 | 34        |

| Jahr | Einwohner |
| ---- | --------- |
| 1895 | 28        |
| 1905 | 18        |

Quelle:

## Religion
Die evangelischen Christen waren eingepfarrt in die Kirchengemeinde Falkenberg und gehörten damit früher zur Pfarrei Falkenberg bei Seehausen. Sie werden heute vom Pfarrbereich Seehausen des Kirchenkreises Stendal im Propstsprengel Stendal-Magdeburg der Evangelischen Kirche in Mitteldeutschland betreut.